# Utnorsskogen
Utnorsskogen är ett naturreservat i Nyköpings kommun i Södermanlands län.
Området är naturskyddat sedan 2007 och är 21 hektar stort. Reservatet omfattar en höjd och dess nordsluttning mot Båvenoch består av barrskog med inslag av lövträd. 